# Phytobia aucupariae
Phytobia aucupariae este o specie de muște din genul Phytobia, familia Agromyzidae. A fost descrisă pentru prima dată de Kangas în anul 1949.
Este endemică în Finlanda. Conform Catalogue of Life specia Phytobia aucupariae nu are subspecii cunoscute.